# Phanaeus splendidulus
Phanaeus splendidulus là một loài bọ cánh cứng trong họ Bọ hung (Scarabaeidae).